# Matthew James Upson
Matthew James Upson (nascut a Hartismere, Anglaterra el 18 d'abril de 1979), és un jugador de futbol professional anglès. Actualment juga al West Ham United FC de la Premier League com a defensa central amb el dorsal 15. Upson ha estat internacional amb selecció de futbol d'Anglaterra en 21 ocasions d'ençà que debutà l'any 2003 i amb la qual ha marcat 2 gols i ha participat en una Copa del Món.